# 张家谋
张家谋（1934年—），男，北京人，中国电视与图像通信技术专家，曾任北京邮电学院学术委员会副主任、教授、博士生导师。